# Camillo Corsi

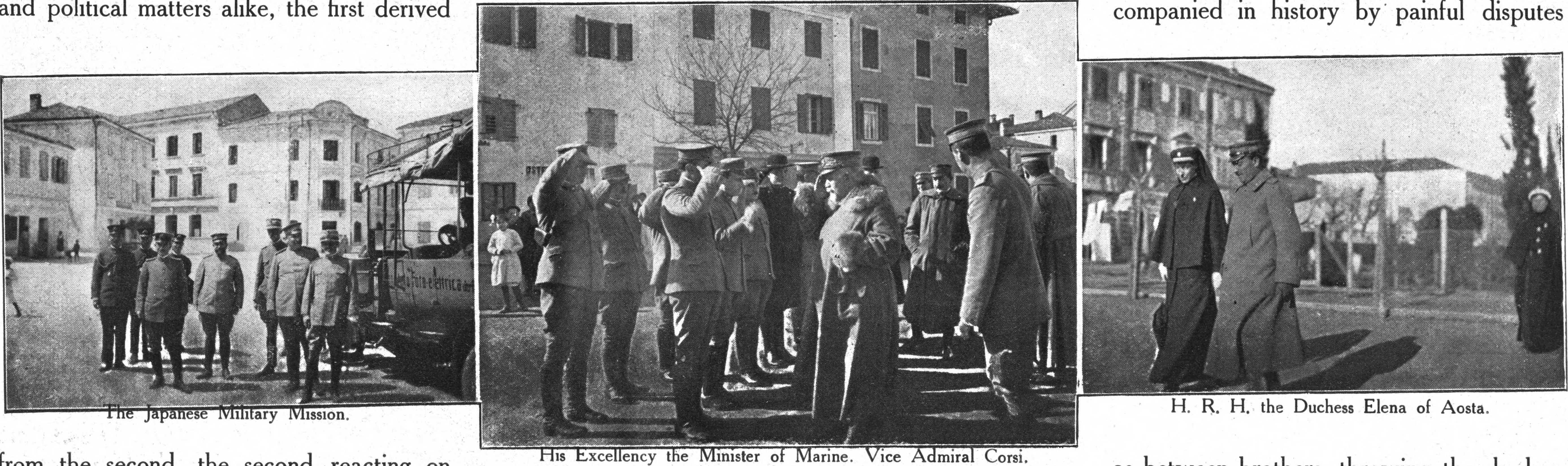

Camillo Corsi (Rome, 13 mai 1860 - Rome, 17 juillet 1921) est un homme politique italien, fils de Tito et Teresa Mazzetti di Pietralata.

## Activité politique
Il est sénateur du royaume d'Italie dans la XXIVe législature et est membre de la commission des finances (6 décembre 1919-17 juillet 1921).
Il est ministre de la Marine du royaume d'Italie dans les gouvernements Salandra II (30 septembre 1915-18 juin 1916) et Boselli  (19 juin 1916-15 juin 1917).

### Postes occupés
- Chef de section au ministère de la Marine (24 septembre 1889-7 février 1892) (19 octobre 1894-24 août 1895)
- Chef de cabinet au ministère de la Marine (24 juillet 1905-24 février 1907)
- Membre du conseil supérieur de la Marine (9 avril-18 septembre 1911)
- Sous-chef du bureau du chef d'état-major (18 septembre 1911-17 mars 1912)
- Commandant de l'Académie navale (29 mars-26 août 1914)
- Chef d'état-major de la marine (30 septembre 1915)
- Membre annuel de la société de géographie italienne (1876)

## Activité militaire
Il est entré dans la Regia Marina (Marine royale italienne) en 1874. Sa carrière militaire prend fin en 1918 au grade de vice-amiral.
Il participe à la campagne d'Abyssinie, à la guerre italo-turque, ainsi qu'à la Première Guerre mondiale.

### Grades
- Aspirant (20 novembre 1879)
- Sous-lieutenant de vaisseau (13 avril 1882)
- Lieutenant de vaisseau (13 février 1887)
- Capitaine de corvette (18 février 1897)
- Capitaine de frégate (27 janvier 1901)
- Capitaine de vaisseau (4 octobre 1905).
- Contre-amiral (18 septembre 1911)
- Vice-amiral (17 juin 1915-1er avril 1918). Placé en position auxiliaire.

## Honneurs
- - Chevalier grand-croix décoré du grand cordon de l'ordre des Saints-Maurice-et-Lazare
- - Chevalier grand-croix décoré du grand cordon de l'ordre de la Couronne d'Italie
- - Commandeur de l'ordre militaire de Savoie
- - Médaille de la Mauricie
- - Croix d'or avec couronne royale pour officiers (40 ans) de la croix militaire pour le service
- - Médaille d'or d'honneur pour longue navigation en mer (20 ans)
- - Médaille commémorative des campagnes d'Afrique
- - Médaille commémorative de la guerre italo-turque 1911-1912
- - Médaille commémorative de l'Unité italienne
- - Médaille de la Victoire interalliée (Italie)